# Kiyohide Shinjō
Pour les articles homonymes, voir Shinjō (homonymie).

Uechi-ryū écrit en kanjis

Kiyohide Shinjo  (新城 清秀 Shinjō Kiyohide), 10e  dan hanshi de karaté Uechi-ryū, est né le 3 novembre 1951 à Ie (Okinawa). Le succès inégalé de Maître Shinjo dans la compétition de karaté d'Okinawa lui a valu le surnom de Superman d'Okinawa.

## Historique
Kiyohide Shinjo est le fils et l'étudiant de Seiyu Shinjo. Shinjo a gagné son shodan à l'école de son père à 16 ans. Après la mort de son père en 1979, Shinjo s'est retiré invaincu de la compétition de karaté et a fondé la fraternité Kenyukai au sein de l'Association Uechi Ryu. À cette époque, il a également repris le dojo de son père à Kadena, Okinawa.
Shinjo siège au conseil d'administration de la Fédération de karaté d'Okinawa depuis 1980. Il a été élu président de ce conseil pour des périodes s'étendant de 1991 à 1994 et il était la personne la plus jeune jamais élue à ce poste.
En 2004, le dojo de Maître Kiyohide Shinjo a déménagé à Yomitan, Okinawa.